# 卡頓 (紐約州)
卡頓（英語：Caton）是一個位於美國紐約州斯托本縣的鎮。

## 人口
根據2020年美國人口普查的數據，卡頓的面積為98.42平方千米，當中陸地面積為97.29平方千米，而水域面積為1.12平方千米。當地共有人口2046人，而人口密度為每平方千米21人。